# Sioldengan
Sioldengan is een bestuurslaag in het regentschap Labuhan Batu van de provincie Noord-Sumatra, Indonesië. Sioldengan telt 8914 inwoners (volkstelling 2010).